# Menhir de Luzim
Le menhir de Luzim (en portugais : menir de Luzim), connu également sous le nom de Marco de Luzim, est un mégalithe datant du Chalcolithique ou du début de l'Âge du bronze situé près de la municipalité de Penafiel, dans le district de Porto, en région Nord.

## Situation
Il est situé à quelques kilomètres au sud-est de Penafiel, entre l'ancienne freguesia de Luzim et la freguesia de Perozelo, à une cinquantaine de kilomètres à l'est de Porto.

## Historique
C'est le premier menhir à avoir été signalé au Portugal, dès 1864. Il a été déclaré Imóvel de Interesse Público en 1970.

## Description
Le menhir est constitué d'un bloc granitique d'environ 2,15 m de hauteur hors-sol. De forme phallique, il comporte une base pentagonale. Il est daté de 2 000 à 1 000 av. J.-C.. Le menhir est situé à proximité de tumuli mégalithiques et de gravures rupestres réalisées sur des affleurements granitiques.